# Mourecotelles ruizii
Mourecotelles ruizii är en biart som först beskrevs av Herbst 1923.  Mourecotelles ruizii ingår i släktet Mourecotelles och familjen korttungebin. Inga underarter finns listade i Catalogue of Life.